# 山田啓介
山田 啓介（やまだ けいすけ、1991年5月5日 - ）は、トップイースト-Bクリーンファイターズ山梨に所属するラグビー選手。

## プロフィール
- 静岡県出身[1]。
- ポジションはスクラムハーフ(SH)。
- 身長 170cm、体重 67kg
- ニックネームはケイスケ。
- レベルズのアカデミー生だったことがある[2]。

## 略歴
小学2年生からラグビーを始めた。
つくば秀英高校、ビクトリア大学を経て2017年、NECグリーンロケッツ（現・NECグリーンロケッツ東葛）に加入。同年9月23日に行われたジャパンラグビートップリーグ第5節の宗像サニックスブルース戦に途中出場で公式戦初出場を果たす。
2022年、クリーンファイターズ山梨に加入。